# Lisa Evans
Lisa Catherine Evans (Perth, 21 mei 1992) is een Schots voetbalster die sinds het seizoen 20224/2025 uitkomt voor Glasgow City LFC. Hiervoor speelde ze bij West Ham United F.C, Bristol City WFC, Arsenal WFC, 1. FFC Turbine Potsdam waar ze bekendheid verkreeg toen ze in de kwartfinale van de UEFA Women's Champions League 2011/12, toen Evans ook al speelachtig was bij Glasgow City, geloot werd. Na twee wedstrijden was de totale uitslag 17–0 in het voordeel van Potsdam, desondanks werd Evans binnengehaald door de Duitse club.

## Persoonlijk
Evans heeft een relatie gehad met oud-teamgenote en Nederlands international Vivianne Miedema.